# Dragon Quest (videójáték)
A Dragon Quest szerepjáték-videójáték, eredetileg Dragon Warrior címmel jelent meg Észak-Amerikában, a Chunsoft által fejlesztve a Nintendo Entertainment System számára. Japánban az Enix adta ki 1986-ban, Észak-Amerikában pedig a Nintendo 1989-ben. Ez az első játék a Dragon Quest videojáték-sorozatban. A Dragon Quest-t számos videójáték-platformra portolták és újraalkották, köztük az MSX, MSX2, PC-9801, Super Famicom, Game Boy Color, Nintendo 3DS, PlayStation 4, mobiltelefonok és a Nintendo Switch 2019-ig. A játékos irányítja a hős karaktert, akit azzal bíznak meg, hogy megmentse Alefgard Királyságát, és kiszabadítsa a gonosz Dragonlordtól a hercegnőt. A Dragon Warrior története a második rész lett egy trilógia keretében, számos leágazó anime és manga sorozattal.
A Dragon Questet Yuji Horii alkotta, korábbi szerepjátékok, mint a Wizardry, Ultima, és saját, 1983-as The Portopia Serial Murder Case játéka ihlette. Horii egy bevezető RPG-t kívánt létrehozni széles közönség számára, kiemelve a történetmesélést és az érzelmi bevonódást. Emellett leegyszerűsítette a felületet annak érdekében, hogy átültethesse a japán konzolpiacra a főként nyugati PC-játékok műfaját, az RPG-t. A művészi részt Akira Toriyama, a Dragon Ball alkotója készítette, míg a zenei részt Koichi Sugiyama felel. Az észak-amerikai verzió számos változtatást tartalmaz, ideértve az akkumulátoros RAM mentést (a jelszómentési rendszer helyett), a nagyobb karaktereket és az ál-Erzsébet-kori angol stílusú párbeszédpanelt.
A Dragon Quest kereskedelmi szempontból sikeres volt Japánban, de a későbbi megjelenése Dragon Warrior néven Észak-Amerikában kevésbé volt sikeres. A játék eredeti verziójából több mint 2 millió példány kelt el világszerte, ebből 1,5 millió Japánban és 500 ezer az Egyesült Államokban. Később a nyugati kritikusok észrevették a játék hiányosságait, ugyanakkor elismerték annak jelentőségét a műfaj szempontjából. Ez inspirálta a rajongók által készített ROM-feltöréseket, jelentős változtatásokkal. A játék szintetizált filmzenei részét hangszerelték, melyet számos koncerten előadtak. Összességében a Dragon Warrior nevéhez fűződik a későbbi japán konzolos RPG-k alapsablonjának létrehozása.

## Játékmenet
A Dragon Warrior egy egyjátékos szerepjáték. A megjelenése utáni évek során a játékmenet mechanikáját egyszerűnek és spártainak minősítették. A játékos egy fiatal hőst irányít, aki útra kel, hogy legyőzze a Sárkányúrként ismert lényt. A játék kezdődik egy menüvel, amely lehetőséget nyújt az új küldetés elindítására, a korábbi küldetés folytatására, vagy az üzenetek képernyőn való megjelenési sebességének módosítására. A japán verzióban a küldetés folytatásához jelszó szükséges. Az észak-amerikai Nintendo Entertainment System (NES) verzióban az angol változat a küldetést a játékkazetta akkumulátoros mentési tartalékára menti (amelyet az "Imperial Scrolls of Honor"-ban "Adventure Log"-nak neveznek), lehetőséget adva a mentett küldetés törlésére vagy másolására. Egy új küldetés során a játékos bármilyen nevet adhat a hősnek, amelyet a játék elemzése alapján meghatároz a kezdeti képességpontszámok és statisztikai növekedés szempontjából a játék során.
A Dragon Warrior már kezdetektől fogva világos célt szab a játékosoknak, és egy sor kisebb forgatókönyvet alkalmaz a hős erejének növelése érdekében, hogy elérje a kitűzött célt. A játék a Tantegel kastélyban, Lorik király kamrájában kezdődik, ahol a hős információkat kap a Sárkányúrról, akit le kell győznie, valamint az ellopott Fénygolyókról, amelyeket vissza kell szereznie. Miután néhány tárgyat és aranyat kapott, a hős nekivág a küldetésnek. A Dragon Warrior jelentős része a városlakókkal folytatott beszélgetéseken alapul, melyek során információkat gyűjtenek, amelyek további helyekhez, eseményekhez és titkokhoz vezetnek. A városokban találhatóak olyan üzletek, amelyek továbbfejlesztett fegyvereket és páncélokat árulnak; vegyesboltok, ahol a játékos egyéb árukat vásárolhat; fogadók, amelyek lehetővé teszik a hős számára, hogy visszanyerje egészségét és varázspontjait; valamint üzletek, amelyek kulcsokat kínálnak a vásárláshoz. A játékos féláron adhat el tárgyakat a boltoknak, amelyek fegyvereket, páncélokat vagy általános árut kínálnak. A hős állapota mindig látható ablakban jelenik meg, amikor megáll, és tartalmazza az aktuális tapasztalati szintet (LV), találati pontokat (HP), varázspontokat (MP), aranyat (G) és tapasztalati pontokat (E).
Ahhoz, hogy biztonságosan folytathassa a játékot a következő területeken, a játékosnak tapasztalati pontokat és aranyat kell gyűjtenie a városon kívüli ellenfelek legyőzésével, beleértve a túlvilágot és a börtönöket. A Tantegel kastélytól való távolság növekedésével a játékosok szabadon barangolhatnak, mivel fizikai korlátozás nincs, kivéve a Sárkányúr kastélyát. A szörnyek nehézsége azonban nő, ahogy a játékosok távolabb merészkednek. A hős szintjének emelkedésével a játékosok kevesebb kockázattal fedezhetik fel a távolabbi területeket. Az ellenségek véletlenszerű találkozások során jelennek meg, és a hős mindig egy ellenféllel szembesül. A találkozási arány a mezőkön a legalacsonyabb, míg az erdőkben és dombokon magasabb. A csaták körökre vannak osztva, és az első személy nézőpontjából zajlanak, miközben a hős a képernyőn kívül marad. A játékosoknak le kell győzniük az ellenséget, hogy annak HP-jét nullára csökkentsék. A csatában a játékosoknak négy parancs áll rendelkezésre: "harc", "futás", "varázslat" és "tárgy". A "harc" parancs segítségével a hős támadja az ellenséget fegyverrel vagy puszta kézzel, ha nincs fegyver. A "futás" parancs segítségével a hős megpróbál elmenekülni a csatából, különösen alacsony HP esetén ajánlott. A "varázslat" parancs varázslatokat használ, például gyógyítást vagy ellenség sebzését. Az "elem" parancs gyógynövényeket használ, amelyek feltöltik a hős HP-jét.
Harc közben a hős elveszíti az életerejét (HP), amikor sebzést szenved, és a kijelző pirosra vált, ha az életerő alacsony. Ha az életerő nullára esik, a hős meghal, és visszakerül Lorik királyhoz feltámasztás céljából, elveszítve aranyának felét "büntetésként". Ha a hős sikeresen legyőzi az ellenfelet, tapasztalati pontokat és aranyat szerez; ha elegendő tapasztalati pontot gyűjt, a tapasztalati szintje nő, ami nagyobb erőt, mozgékonyságot, gyorsaságot és varázslatok használatának képességét eredményezi. Minden varázslat használatakor a hős varázspontjai (MP) különböző mértékben csökkennek. Mind az életerő, mind a varázspontok visszaállíthatók egy fogadóban való pihenéssel, és egy nem játékos karakter pótolhatja a hős varázspontjait a Tantegel kastélyban. Ahogy a hős több aranyat szerez, lehetősége van jobb fegyverek, páncélok és tárgyak vásárlására. A játékosnak óvatosan kell gazdálkodnia a korlátozott készlettel. A sötét barlangok felfedezéséhez fáklyára vagy a "SUGÁRZÓ" varázslatra van szükség, amely ideiglenes látóteret biztosít. Az angol verzióban a játékos bármikor visszatérhet Lorik királyhoz, hogy megmentse a küldetést.
A vezérlőpult mozgatja a hőst és a menükurzort. A többi gomb megerősíti és visszavonja a parancsokat. Az angol nyelvű változat menüparancsokkal kommunikálhat az emberekkel, ellenőrizheti állapotukat, keresgélhet a lábuk alatt, tárgyakat használhat, kincsesládákat vehet, ajtókat nyithat és lépcsőzhet. Néhány remake-nél bizonyos parancsok gombokhoz vannak rendelve, a lépcsőn történő navigáció automatikus, és a hős sebessége is nagyobb.

## Fejlesztés

### Háttér
Amikor az Eidansha Boshu Service Center 1975-ben megalakult, bulvármagazinokat adott ki, amelyek ingatlanokat hirdettek. 1982-ben, miután nem sikerült létrehozni egy üzletláncot, a cég alapítója, Yasuhiro Fukushima játékokkal foglalkozó szoftvercéggé alakította és létrehozta az Enixet. Tehetségek felkutatása érdekében Fukushima megszervezte az "Enix Game Hobby Program Contest" versenyt. A versenyt mangaversenyek szerint rendezték, számítógépes és mangamagazinokban hirdették, és a nyerteseknek 1 millió jen volt a díjuk. A győztesek közé tartozott Kazuro Morita (森田和郎), Koichi Nakamura, és a Shōnen Jump manga magazin írója, Yuji Horii, aki lett a legjobb a versenyen. Horii tervezett egy teniszjátékot, a Love Match Tennis-t, amely az Enix első kiadása lett. Bár nem hitte, hogy nyerni fog, a szerkesztője motiválta, aki élvezte a játékokat, és megjelentette Horii cikkeit róluk. Később, amikor az Enix elkezdett játékokat készíteni a NES számára, Fukushima újabb versenyt rendezett. Ezúttal Nakamura nyert "rajzfilmszerű és kreatív versenybejegyzésével", a Door Doorral, amely az Enix első kiadása lett a NES számára.
Horii legkorábbi ihletője a Dragon Quest saját, 1983-as PC-s vizuális regénye, a The Portopia Serial Murder Case – egy gyilkossági rejtélyes kalandjáték, amely bizonyos hasonlóságokat mutat olyan játékokkal, mint a Mystery House (1980), a Zork (1980), a King's Quest (1984), és különösen a Déjà Vu (1985). Horii párbeszédek segítségével kívánta előmozdítani a játék történetét. A Portopia eredetileg a japán NEC PC-6001-re jelent meg, majd 1985-ben átkerült a NES-re. A port az Enix második kiadása a rendszerhez, és az első játék, amelyen Horii és Nakamura együtt dolgozott. Horii újratervezte a port interfészét a konzol korlátozott vezérlőinek alkalmazkodva, és hozzáadott egy kazamaták bejárási területét, amelyet a detektív felfedez. Bár a Portopia közvetlenül nem vezetett a Dragon Quest létrejöttéhez, az 1UP.com szerint ez volt az RPG "próbaterepe". A Portopia menüalapú parancsrendszerét később a Dragon Questben is felhasználják.
A Dragon Quest eredeti ötlete a Portopia 1985-ös NES kikötőjének fejlesztése során született. Horii és Nakamura egy Macworld Conference & Expo alkalmával fedezték fel az RPG varázslót. Hatással volt rájuk a NES Portopia kazamata szegmensei, különösen Horii számára tetszett a mélysége és a látványvilága. Szerette volna létrehozni a Wizardryhoz hasonló játékot, hogy felfedezze Japánt, a főleg nyugati uralta RPG műfajjal, és terjeszteni akarta a műfajt a számítógép-rajongókon túl is. Horii az Ultima sorozatot is idézte a Dragon Quest ihletőjeként, különösen a Wizardry első személyű véletlenszerű csatáit és az Ultima felső perspektíváját. Bár az RPG műfaj túlnyomórészt nyugati volt és a PC-kre korlátozódott, a japán játékosok élvezték a saját gyártású játékokat, mint például a The Black Onyx és a Dragon Slayer sorozat, a nyugati RPG-portok mellett. Habár Horii és Nakamura élvezte a varázsló kazamatában való mászkálását és a statisztikai jellegét, rájöttek, hogy a legtöbben nem. Ez eredetileg nem okozott gondot, de a Super Mario Bros. sikere nagymértékben megnövelte az új Famicom vagy NES játékok potenciális közönségét. A Dragon Quest létrehozásához a játékmenetet egyszerűsíteni kellett. Horii szerint: "Nem volt billentyűzet, és a rendszer sokkal egyszerűbb volt, csak egy [játék] kontrollerrel. De mégis úgy gondoltam, hogy a játékos számára nagyon izgalmas lenne alteregóként játszani a játékban. Én személy szerint akkoriban a Wizardryval és az Ultimával játszottam, és nagyon élveztem, hogy saját magamat láthattam a játékban."
Annak érdekében, hogy olyan RPG-t hozzon létre, amely a műfajt és általában a videojátékokat nem ismerő széles közönséget vonzzon, Horii egy olyan típusú RPG-t kívánt létrehozni, amely nem támaszkodott a Dungeons & Dragons asztali RPG-vel kapcsolatos korábbi tapasztalatokra, nem igényelt több száz órányi szokatlan harcot, és bármilyen játékos számára vonzó lehet. Ennek eléréséhez le kellett egyszerűsítenie a rendszert, és a játékosokat a hőshöz kellett társítania. Így a játék előrehaladtával a hős erősebbé válik, ellentétben az olyan akciójátékokkal, mint a Super Mario Bros., ahol Mario nem válik folyamatosan erősebbé a játék során. A Portopia-ra akart építeni, és nagyobb hangsúlyt fektetett a történetmesélésre és az érzelmi bevonásra. Kidolgozott egy felnőttkorú mesét, amelyhez a közönség kapcsolódni tudott, és az RPG szintépítő játékmenetét használta fel ennek bemutatására.

### Japán fejlődés
Yuji Horii és csapata a Chunsoftnál 1985-ben kezdték el fejleszteni a Dragon Questet. Úgy vélte, hogy a Famicom az ideális platform erre, mert az arcade játékokkal ellentétben a játékosok nem aggódnának a pénzköltés miatt, ha véget érnek a játékon, és ott folytathatják a játékot, ahol abbahagyták. Egy csata elvesztése az előző mentési pontban való feltámadást eredményezi, nem pedig a játék végét, így a játék elérhetőbbé válik. Több játékos karaktert szeretett volna szerepeltetni, de a memória korlátai miatt kénytelen volt csak egyet használni. Horii tudta, hogy az RPG-k tanulási görbéje meredekebb, mint más videojátékok, és ennek kompenzálására gyors szintlépéseket hajtott végre a játék elején, világos végső céllal, amely jól látható a világtérkép kiindulópontjáról: a Sárkányúr kastélyából. Egy sor kisebb forgatókönyvet adott meg, hogy növelje a játékos erejét a végső cél eléréséhez. Nyílt világot teremtett, amelyet semmilyen módon nem akadályoznak fizikailag, kivéve a szörnyek, amelyek könnyen megölhetik a felkészületlen játékosokat; Gamasutra ezt a nemlineáris játékmenet egyik legkorábbi példájaként írta le. Horii hidak segítségével jelezte a nehézségi viszonyok változásait, és magas kezdeti növekedési ütemet hajtott végre, amely idővel lelassul, ami ellentétben áll a Dungeons & Dragons korai kiadásainak véletlenszerű kezdeti statisztikáival és állandó növekedési ütemével. A nagyobb közönség megszólítása érdekében felvették a mangaművészt és a Dragon Ball alkotóját, Akira Toriyamat. A Dragon Ballhoz hasonlóan alkotásaiban olyan karakterek szerepelnek, akiknek ereje és ravaszsága meghaladja a generációkat, olyan humoros elemekkel, mint a chibi stílus.
Koichi Sugiyama, a játék zeneszerzője, egy PC-játék visszajelzési kérdőívén keresztül fordult az Enixhez. Már jól ismert televíziós zeneszerzőként, és az Enix producere, Yukinobu Chida, látva a visszajelzéseket, kapcsolatba lépett vele, megerősítve, hogy "ő az a Sugiyama a televízióból". Chida arra kérte Sugiyamát, hogy komponáljon egy kottát a Dragon Questhez. A játék klasszikus pontszáma Sugiyama második videojáték-kompozíciója volt, a Wingman 2 után. Sugiyama elmondta, hogy öt percbe telt neki az eredeti nyitótéma megkomponálása, és megjegyezte, hogy nehéz személyessé tenni a rövid csilingelőket, de a televíziós reklámokhoz való zenekészítésben szerzett korábbi tapasztalatai segítettek. Sugiyama szerint a zeneszerzőnek három-öt másodperce van arra, hogy a zenén keresztül felkeltse a közönség figyelmét. A Dragon Quest témája és egyéb csilingelései viszonylag érintetlenek maradtak a folytatásokban.

### 1989 észak-amerikai lokalizáció
A Dragon Quest észak-amerikai lokalizációjáról először a Nintendo Fun Club News 1988-as kiadásában számoltak be. A játék címét Dragon Warriorra változtatták, hogy elkerüljék a wargame kiadót, a Simulations Publications DragonQuest toll-papír RPG-jének védjegyének megsértését. A cikk tartalmazza a játék japán verzióját a képekhez és a nevekhöz, röviden ismertetve a háttértörténetet és az alapvető játékelemeket, valamint összehasonlítva a játékot a The Legend of Zelda játékkal. A játékot később említették meg a Nintendo Power "Pak Watch" előnézeti szekciójában 1989 márciusában, kiemelve a Dragon Quest III megjelenését a magazin 1988 júliusi premierjében. Ismét hangsúlyozták a Dragon Quest névváltoztatását Dragon Warriorra, utalva két japán folytatás inspirációjára, és megjegyezve, hogy megjelenése még távoli volt az időben.

## Kiadás
A Dragon Quest 1986-ban jelent meg Japánban a Famicom, az MSX, MSX2 és PC-9801 számára.
A Dragon Warrior-t a Nintendo of America adta ki Észak-Amerikában Satoru Iwata irányításával, Horii segítségével, 1989 augusztusában, csaknem három évvel a Dragon Quest japán megjelenése után.  Mivel a játék Észak-Amerikában csaknem három évvel az eredeti japán megjelenés után jelent meg, a grafikát továbbfejlesztették. Az észak-amerikai verzió a hosszú, kana karaktereket tartalmazó jelszavak helyett akkumulátoros RAM mentési játékot alkalmaz. Akira Toriyama grafikáját az útmutató füzetekben megváltoztatták, hogy tükrözze a népszerű amerikai RPG-k, például az Ultima sorozat hagyományosabb hangvételét. A karakterek sprite-jait úgy módosították, hogy azok az utazási irányba nézzenek; a japán változatokban a sprite-ok kisebbek voltak, és csak előre néztek, így a játékosoknak ki kellett választaniuk a műveletek irányát a menüből. A varázslatok a japán változat kitalált szavai helyett egyszavas címeket kaptak. A helyszínek neveit megváltoztatták, és a párbeszédet átírták az Erzsébet-korabeli angolok stílusára, olyan mondatokkal, mint "A találati pontjaid 1-gyel csökkentek". A Nintendo eltávolította az angol nyelvű változatból a nyálas humort és a vallási konnotációkat. Például, abban a városban, ahol a hős először vásárol kulcsokat, egy nő a puff-puff-ot kínálja feladásra, ami egy japán névkönyvet jelent, amikor egy lány dörzsöli a mellét valakinek az arcába vagy zsonglőrködik a saját mellével. Az észak-amerikai változatban ugyanez a nő paradicsomot árul. A kifejezés szerepelt a játék folytatásaiban, valamint Toriyama Dragon Ball sorozatában.
Katsuya Terada néhány műalkotást készített a Dragon Warrior korai Nintendo Power cikkeihez. Sem Terada, sem azok, akik az útmutató füzet grafikáját szerkesztették, nem követték Toriyama munkáját; helyette a beállításokat és a karakterpózokat használták alternatív alkotások létrehozásához az amerikai stílus jegyében. A japán hős chibi manga stílusban készült, míg az angol változat megjelenése "a nyugati középkori hős sablonján" alapul.
1989 júniusában az Electronic Gaming Monthly ' Quartermann" azt feltételezte, hogy a Dragon Warrior lesz a Nintendo "nagy kiadása" azon a karácsonyon Észak-Amerikában, a sorozat Japánban, különösen a Dragon Quest III óriási népszerűsége alapján. A Nintendo Power három kiemelt cikket bocsátott rendelkezésre a Dragon Warriorról május és október között 1989, és a november–december 1989 – es kiadás stratégiai útmutatót is tartalmaz. A március-április 1990-es Nintendo Power kiadásában a játék világának térképe található, a másik oldalon Super Contra plakáttal és egy Dragon Warrior szöveges kalanddal.
1990 végén a Nintendo állítólag úgy alakította ki az eladatlan játékegységek kirakodását, hogy elküldte a Dragon Warrior ingyenes példányait a Nintendo Power előfizetőinek, beleértve a 64 oldalas Explorer's Handbookot, amely a játék teljes áttekintését és további háttértörténetet tartalmaz. Akkoriban a játék körülbelül 50 dollárba került a kiskereskedelemben, a magazin előfizetési díja pedig csak 20 dollár volt. A nyereményjáték közel 500 000 új magazin-előfizetőt vonzott, és még sok megújított előfizetést, hogy megszerezhessék a játékot. Ez vezetett végül a sorozat sikeréhez a nyugati piacon.

### Újrakiadások és remake-ek
Az Enix decemberben újrakészítette a Dragon Quest és a Dragon Quest II játékokat az egypatronos Dragon Quest I + II összeállításhoz a Super Famicom számára 1993. december 18-án. Több mint 1,2 millió példányban keltek el Japánban. 1998-ban az Enix kiadta a BS Dragon Quest-et a Super Famicom számára a Satellaview periférián keresztül, kizárólag Japánban. Ez utóbbi négy egyórás forgatókönyvből áll, amelyeket heti ütemezés szerint töltenek le. A játékos feladata a karakter kiegyenlítése, érmek gyűjtése és a forgatókönyv-specifikus feltételek teljesítése speciális valós idejű eseményekkel.
A válogatást újra kiadták a GBC (Game Boy Color) platformra, amelyet a Tose fejlesztett, és az Enix adott ki 1999. szeptember 23-án Japánban és 2000. szeptember 27-én Észak-Amerikában. Teljesen új fordítást alkalmaz, elveti a pszeudo-Erzsébet angol stílust, és a japán változathoz közelebb álló neveket használ. Ebben a remake-ben a "Dragonlord" "DracoLord"-ra, az "Erdrick" pedig "Loto"-ra változik. Számos további funkciót is hozzáadtak, például lehetőség van a játékosnak a csatán kívül bármikor gyorsan menteni a játékot. A játékosok tárolhatnak némi aranyat. A menüt leegyszerűsítették, és a szörnyek több tapasztalatot és aranyat adnak, így időt takarítanak meg.
2004-ben a Dragon Quest és annak folytatása Japánban elérhetővé vált mobiltelefonokra. Ezek a grafikai elemek a Dragon Quest III és a Dragon Quest VI Super Famicom remake változatain alapulnak.
2011. szeptember 15-én megjelent Japánban a Dragon Quest 25th Anniversary Collection válogatás a Wii platformra, mely tartalmazza a Famicom, a Super Famicom, a Dragon Quest II és a Dragon Quest III verziókat. A gyűjtemény eredeti stratégiai útmutatókat, eredeti grafikákat és fejlesztési anyagokat is tartalmaz. 2013 októberében a Square Enix bejelentette a Dragon Quest I–VIII újrakiadását Android és iOS rendszerekre. A játék Japánban 2013 novemberében jelent meg iOS és Android platformokra, a 2004-es mobilos újrakiadás alapján. Az Egyesült Államokban és Európában a mobilverziók 2014. szeptember 11-én kerültek forgalomba.
A 2019. szeptemberi Nintendo Directben a Nintendo megerősítette, hogy a "Dragon Quest", a "II" és a "III" szeptember 27-én érhető el a Nintendo Switch konzolon.

## Kapcsolódó média
A Dragon Warrior ihlette a kapcsolódó médiát egy manga sorozat formájában, amelyet animékhez igazítottak, és egy szimfonikus videojáték hangsávját is tartalmazza.

### Anime és manga
A Dragon Quest Retsuden: Roto no Monshō mangasorozatot Chiaki Kawayamata1 és Jujinji Kawarwork91 és9 között adta ki. 1 és 1997 által Havi Shōnen Gangan. Az Enix 21-re állította össze a sorozatot kötetek, amelyeket később 1994-ben adtak ki CD-n. Decemberben adták ki 2009. 11. a PlayStation Store számára, a Sony digitális képregény-terjesztésének kezdeti elindítása részeként. 1996-ban a mangán alapuló animefilmet adtak ki videokazettán. A Square Enix megkezdte egy folytatásos sorozat kiadását, Dragon Quest Retsuden: Roto no Monshō ~Monshō o Tsugumono-tachi e~, 2005-ben (永嶋恵美) írta az első négy kötetet, Takashi Umemura pedig az utolsó ötöt; Yuji Horii felügyelte a mangát, Kamui Fujiwara pedig közreműködött a műalkotásban.
A Dragon Quest Saga: Emblem of Roto a Dragon Warrior között játszódik III és Dragon Warrior. Miután a szörnyek hét évig megszállták Carmen királyát, a királyság a gonosz hordái alá került. Az egyetlen túlélő Arus herceg és a hadsereg tábornokának lánya, Lunafrea. Eközben Loran királyságában megszületik egy gyermek, akit Jagannak neveznek el Imagine démonúr parancsának megfelelően. Arus és Lunafrea elindulnak, hogy legyőzzék a szörnyeket és helyreállítsák a békét a világban. A folytatás, a To the Children Who Inherit the Emblem, öt évvel a Dragon Quest Saga: Emblem of Roto eseményei után játszódik. A világ ismét káoszba borul, és egy fiatal fiú, Arosu (アロス), elindul, hogy társakat gyűjtsön, hogy segítsenek neki megmenteni a világot a gonosztól.

### Soundtrack
Koichi Sugiyama komponálta és rendezte a Dragon Warrior zenéjét. A filmzene nyolc számot tartalmazott, amelyek az RPGFan szerint "Sugiyama karrierjének alapját képezték". A darabokat rendezték és beépítették a későbbi Dragon Warrior játékok filmzenéibe. A zenét többféle formátumban adták ki. Az első dráma CD, amelyet az Enix adott ki júliusban 19, 1991, amely egy elbeszélt történetet tartalmazott. Super Famicom Edition Symphonic Suite Dragon Quest I, amelyet a Sony Records adott ki januárban 12, 1994, ezt követi; a filmzene a Londoni Filharmonikusok által játszott számok zenekari változatait és a dallamok eredeti verzióit tartalmazta. A játék klasszikus partitúráját forradalminak tekintették a konzolos játékzene szempontjából. A hangsáv „nyolc dallam” megközelítése megadta a sablont a legtöbb azóta kiadott RPG filmzenéhez, amelyek közül több százat hasonló módon rendeztek.
A Dragon Warrior zenekari albumai – beleértve a Symphonic Suite Dragon Quest I•II-t, amelyet a SME Visual Works augusztus 23-án adott ki 2000-ben – az én és A II-t egyesítették. A King Records újra kiadta október 7-én, 2009-ben. A zenekari számok ismét megjelentek a Symphonic Suite Dragon Quest I albumon, beleértve a játék hangeffektusainak zenekari változatait. A játék zenéjét több élő koncerten is bemutatták; számos előadást később albumként adtak ki, mint például a Dragon Quest in Concert és a Suite Dragon Quest.

## Fogadtatás

### NES-verzió
A játék kezdeti eladásai olyan alacsonyak voltak, hogy az Enix pénzt veszített volna, de Horii számos Shonen Jump cikkje jelentősen növelte az értékesítéseket. Az emberek kedvelték Toriyama alkotásait és Sugiyama zenéjét, amelyet a Power-Up: How Japanese Video Games Gave the World an Extra Life című könyv szerint „gazdagabb és izgalmasabb volt, mint bármely játékzene valaha is hangzott”. Japánban 1,5 millió példányban keltek el az eredeti verzióból. Az első hat hónapban több mint 1 millió példány kelt el. A játék nagyon sikeres volt Japánban, és elindította a népszerű sorozatot, amely számos spin-off sorozatot és önálló játékot tartalmaz.
Az első Famitsu Best Hit Game Awards díjátadón (1987 februárjában, 1986-os kiadásokra) a Dragon Quest nyerte el Az Év Játéka, Legjobb Forgatókönyv/Sztori, Legjobb Karaktertervezés, Legjobb Programozó (Koichi Nakamura) és a Legjobb Szerepjáték díjait. A Famicom Tsūshin (Famitsu) 1989-es "All Soft Catalog" kiadványa felvette a Dragon Questet minden idők legjobb játékainak listájára, elnyerte a Legjobb Szerepjáték és a Legjobb Karaktertervezés díját, de a Dragon Quest III ellen veszített az összes idők legjobb játéka fődíjáért.
A japán megjelenés után néhány évvel a Dragon Warrior első angol verzióját eredetileg kereskedelmi kudarcnak tekintették. Azonban a Nintendo Power előfizetéses nyereményjáték végső soron sikeres volt, lehetővé téve az Enix számára, hogy Észak-Amerikába hozza a következő három játékot. Chris Kohler szerint a Nintendo jelentős előnyt szerzett az ajándékozásból, mivel a Nintendo Power gyakorlatilag a Nintendo termékeinek havi százoldalas hirdetése volt, és számos háztartásban volt jelen. A játékból körülbelül 500,000 példányt értékesítettek az Egyesült Államokban, ami azt eredményezte, hogy a Dragon Quest a harmadik legkelendőbb 1989-es játékkiadás lett Észak-Amerikában, a Nintendo Tetris és a Super Mario Land mögött. A Dragon Quest összesen több mint két millió példányban kelt el világszerte.
Az észak-amerikai angol verzió átlagos értékelést kapott. A Nintendo Power az ötből három pontot adott neki, és a magazin kéthavonta megjelenő "Top 30 NES játékok" listáján november 1989-ben a 7. helyre került. Január 1990-ben a 4. helyen állt, majd négy hónapig megtartotta pozícióját, mielőtt májusban lejjebb csúszott, és július 14-én a lista 11. helyén szerepelt. Szeptember 16-án elhagyta a rangsort. Az 1989-es Nintendo Power Awards-ban a játékot jelölték a "Legjobb téma, szórakozás" és a "Legjobb összességében" kategóriában, de egyik kategóriában sem nyert. Az Electronic Gaming Monthly reagált a japán fiatalok letartóztatására, akik a Dragon Quest III megjelenését várták, és kijelentette, hogy a játék nem volt "különleges", összehasonlítva az Ultima III: Exodus NES-verziójával, és azt javasolta, hogy mások is próbálják ki ezt a játékot.
A játék megjelenése mérföldkő volt a konzolos RPG műfaj történetében. Kohler rámutatott, hogy Toriyama és Sugiyama hozzájárulása "vizuálisan és hangzásban olyan izgalmasá tette a Dragon Questet, mint maga a játékmenet is egyedi és kifinomult". A GameSpot a történelem tizenöt legbefolyásosabb videojátéka közé emelte. Az IGN az összes idők nyolcadik legjobb NES-játékaként tartja számon. 2005-ben a játék bekerült minden idők 92. legjobb videojátéka közé, míg 2007-ben a 29. helyen szerepelt a rangsorban. A Nintendo Power a Dragon Warrior-t a 140. legjobb Nintendo rendszerre készült játéknak minősítette a 200 játék listáján 2006-ban. A RPGamer játékosa, Bill Johnson, 5-ből 4 pontot adott. A NES-verzió jelentős elismerést kapott azért, mert további karaktereket és mélységet adott a történethez. Ugyanakkor panaszkodtak a stílizált párbeszéd eltávolítására a GBC remake-ben. Az AllGame kijelentette, hogy "a Dragon Warrior, hatalmas befolyása ellenére, egy hibás játék. Van néhány tisztességes tervezési ötlete, de nem túl élvezetes", kritizálva az egyszerű grafikát, a lassú tempót és a rossz hangzást.
A modern szemmel nézve primitívnek tűnő Dragon Warrior egy-egy harcot, korlátozott tárgy- és felszerelésválasztékot, tíz varázslatot, öt várost és öt kazamatát tartalmaz. Az Allgame kritikusa, Kyle Knight, ugyan elismerte annak fontosságát az RPG műfaj fejlődésében, de úgy vélekedett, hogy "saját érdemei alapján egyszerűen nem élvezetes játék". A 1UP.com megjegyezte, hogy a sorozat eleinte nem volt túl népszerű Észak-Amerikában, mivel az amerikai konzoljátékosok nem voltak hozzászokva az RPG-k fogalmához, és egy évtizedbe telt, mire a műfaj "elég hangsúlyossá vált ahhoz, hogy elterelje a figyelmet mindazokról a szavakról, amiket el kellett olvasniuk". Chi Kong Lui, a GameCritics írója szerint a játék valósághűbbé tette a videojátékokat, lehetővé téve a játékosoknak, hogy sokkal inkább azonosuljanak a főszereplővel, hozzátéve: "Ha egy játékos meghalt a Dragon Warrior-ben, el kellett szenvednie a fejlődés és az értékes arany elvesztésének szörnyű következményeit. Ez a halálelem inspirálta az ösztönös félelmet és a túlélési feszültség érzését." Az IGN írója, Mark Nix a játék archaikusnak tűnő sztoriját modern szerepjátékokhoz hasonlította, kijelentve: "A nemesi származás semmit sem jelent, ha a társadalom kapitalista, arisztokratikus vagy militarista. A lányokat nem kell megmenteni – egy harci fejszével és néhány varázslatgyakorlással a terepen." A Dragon Quest VIII: Journey of the Cursed King áttekintése során a GameSpy munkatársai azt írták, hogy sok játékos számára a Dragon Warrior volt az első találkozásuk a konzolos RPG-vel. Egy munkatárs a múltjukat felidézve így nyilatkozott:

„Ez az élmény megnyitotta a szemem egy új típusú szórakoztató játékmenethez. Hirtelen a stratégia (vagy legalábbis az "A" gomb megnyomása) fontosabb lett, mint a reflex, és a történet kissé (kissé!) összetettebb volt, mint az addig látott „mentd meg a hercegnőt” típusú dolgok. Végül is a 'Dragon Warrior' csak a felénél járt, amikor megmentetted a hercegnőjét.”

Bill Johnson a Dragon Warrior-t összehasonlította a modern RPG-kkel, megjegyezve, hogy a játéknak hiányzik a visszajátszási érték, ami a teljes befejezési követelményekből és az általános nehézségből ered. Johnson kiemelte a játék történelmi jelentőségét, kijelentve, hogy "[A Dragon Warriorral játszani] nehéz út, de a végén egy újszerű perspektívát ad a mai RPG-kre." A 2009-es "Vintage Games" című könyv összehasonlította a Dragon Warrior-t az 1986-os NES-játékkal, a "The Legend of Zelda"-val, rámutatva, hogy bár mindkét játékban megtalálhatók az RPG elemek, a Zelda fantáziavilágot és varázslatot tartalmaz, míg a Dragon Warrior mindkettőt magában foglalja. A Nintendo Power szerint a játék történelmi jelentősége a legkiemelkedőbb, és megjegyezte, hogy "a Dragon Warrior játéka manapság egy kicsit elavult lehet." A GamePro azt írta, hogy a kedvenc részük az Erzsébet-angol dialógusok voltak, és csalódtak azok eltávolítása miatt a GBC átdolgozásban.

### Remake-ek
A Super Famicom Dragon Quest I & II átdolgozása Japánban 1,2 millió példányban kelt el. A Famitsu a Super Famicom válogatásos átdolgozást, a Dragon Quest I + II-t 40-ből 35-re értékelte. A Microgroup vegyes, de összességében pozitív kritikát kapott a Satellaview átdolgozásról, kiemelve a valós idejű eseményeket és a hangosítást, bár megjegyezték, hogy azok megvalósítása hiányos. Dicsérték az éremgyűjteményt, mint a barátokkal való versengés szép módját. A Dragon Warrior átdolgozása, a Dragon Warrior I & II, a dupla GBC kazettaként jobb kritikákat kapott, mint az eredeti. Az IGN és a Nintendo Power 8 pontot adott 10-ből. Marc Nix, az IGN-től megjegyezte, hogy bár "ez az egyik érdekes szerepjáték a Game Boy Color-on, amely valóban amerikai partokat hoz létre", a játékosok frusztráltak lehetnek; azok, akik az eredetivel játszottak, siratják a változásokat, míg az új játékosok túlságosan lineárisnak és egyszerűnek találhatják a játékot. A GameSpot 10-ből 9,6 pontot adott rá, hangsúlyozva a hangminőség jelentős javulását és a két játék egymás utáni játékának vonzerejét. A GameRankings 82%-os összpontszámmal értékelte. Megkapta az RPGamer és a GameSpot év Game Boy Color Game kategóriában adott díját, valamint jelölést kapott a GameSpot "Az év szerepjátéka" díjára a konzolos játékok között. Az RPGamer, Derek Cavin, az NES-megfelelőjéhez képest 5-ből 3 pontot adott neki, mondván, hogy a játék minden szempontból átlagon felüli, különösen a vizuális elemeket dicsérve. Kritizálta az ismétlődést, de azt mondta, hogy elég rövid ahhoz, hogy a legtöbb játékosnak be kell fejeznie a játékot, mielőtt az ismétlés problémává válna. Az SNES és a GBC átdolgozások összesen több mint 1,94 millió példányban kelt el világszerte. A sikeres átdolgozások után az Enix 2001-ben kiadta a Dragon Warrior III-at a GBC platformra, amely a Dragon Quest III ' verziójának korábban kiadatlan SNES-frissítésén alapult.

### Kapcsolódó média
A Square Enix Music Online játékosa, Juan2Darien, áttekintette a játék szimfonikus pontszámait, beleértve a Dragon Quest Suite-ot, a Dragon Quest I Remix szimfonikus szvitet (Londoni Filharmonikusok), a Sárkány küldetés I & II Symphonic Suite-t (London Philharmonic Orchestra Remastered), valamint a Dragon Quest I szimfonikus szvitet (Tokyo Metropolitan Symphony Orchestra). Az egyes szvitösszeállításokat összehasonlítva 7-től 9-ig terjedő értékeléseket adott, és kiemelte a Tokyo Strings Ensemble hangfelvételének kiválóságát. Juan2Darien elismerését fejezte ki Koichi Sugiyama és a zenekarok iránt, akik az alapanyag mélységén túlmutató, kiemelkedő zeneműveket hoztak létre. A Gamasutra Kurt Kalata is dicsérte a szimfonikus művek dallamait, külön kiemelve, hogy "a túlvilági téma... eléggé leegyszerűsített és letisztult, de valójában nagyon szépen szól, különösen élő zenekar tolmácsolásában".
A Dragon Quest Retsuden: Roto no Monshō – A gyerekeknek, akik örökölték az emblémát nagy eladásokat ért el Japánban. 2008. szeptember 26. és 2008. szeptember 1. között a 7. kötet a 9. helyen állt Japánban, 59 540 eladott példánnyal. 2009. február 24-től március 2-ig tartó héten a 8. kötet Japánban a 19. helyen volt 76 801 példányban. 2009. október 26-tól november 1-ig tartó héten a 9. kötet a 16. helyen állt Japánban, 40 492 példányban, összesen 60 467 példányban.

## Örökség
A Dragon Quest és a Dragon Warrior megjelenése fordulópontot hozott a videojátékok történetében. A játék az RPG-k műfajépítőjeként szerepel. Népszerűsége Japánban az RPG-k szinonimája. Bár a Dragon Quest a korábbi RPG-k elemeit hordozza magában, a játékmenettől a narratíváig egy teljesen új sablont állított be, amely szinte minden további RPG alapját képezi. Shigeru Miyamoto szerint a Dragon Quest sikere megváltoztatta a videojáték-fejlesztés természetét azáltal, hogy sokkal fontosabbá tette a forgatókönyvírókat.
A fejlesztési technikák közül sok a Famicom hardveres korlátait hivatott kompenzálni, de a kortárs RPG-fejlesztők továbbra is alkalmazzák ezeket a technikákat a technológiai fejlődéstől függetlenül. A Dragon Warrior bemutatta a bajba jutott lány történetét, amelyet sok RPG követ, és egy új cselekménycsavart a "hercegnő megmentése" képlethez, ahol a játék valódi célja csak a hercegnő megmentéséig derül ki. A játék bevezette a romantika egy elemét, ahol a játékos karakter párbeszédes választási lehetőséget kap, hogy válaszoljon a hercegnő kérdésére, hogy szereti-e őt; a romantika azóta a műfaj általános jellemzőjévé vált. A játék 2D grafikai stílusát a legtöbb RPG használta egészen a 3D grafika megjelenéséig, és még mindig a műfaj alapeleme. A Dragon Warrior ' lefelé néző perspektívája „halott ajándék az RPG számára”. A játék a legtöbb RPG-ben még mindig megtalálható elemeket tartalmazott, mint például a jobb felszerelés megszerzésének lehetősége, a kisebb alküldetésekkel összefonódó nagyobb küldetések, a növekményes varázslatrendszer, a találati és tapasztalati pontok használata, valamint egy középkori téma. A bírálók elmondták, hogy bár a Final Fantasy-t fontosabbnak tartják Észak-Amerikában való népszerűsége és figyelem miatt, a Dragon Warrior lefektette azokat az alapokat, amelyeken a Final Fantasy alapult.
A Nintendo Power 2010-es számában, az NES 25. évfordulójának alkalmából Észak-Amerikában Horii visszaemlékezett a Dragon Warrior készítésére. Horii az alapvető RPG mechanika rajongója volt, és le akarta egyszerűsíteni az interfészt; azt mondta, hogy sok más RPG interfésze akkoriban "olyan bonyolult volt, hogy megfélemlítette az új felhasználókat". Azt mondta, hogy a Dragon Quest játékmenete vonzóvá tette a játékot az emberek számára, és sikeressé tette a franchise-t. Azt mondták neki, hogy a Famicomnak nincs elegendő kapacitása RPG-k számára, ami tovább motiválta, hogy készítsen egyet.
A Dragon Quest Japánban nemzeti jelenséggé vált, inspirálva ezzel számos spinoff médiumot és karaktert. A videojáték-ipar Japán nemzeti játékaként említette. Horii, akit a Shonen Jump cikkein keresztül kapcsoltak össze, hírnevében növekedett, és Japánban közismert név lett, hasonlóan a Steven Spielberghez az Egyesült Államokban; szemben Miyamotóval, a Super Mario Bros. és a The Legend of Zelda megalkotójával, aki közel sem volt annyira ismert. Egy Famitsu szavazáson a japán közönség a Dragon Questet választotta a NES hetedik kedvenc játékának. Számos játék, mint például a Glory of Heracles, a Legend of the Ghost Lion és a Mother, a japán verzió sikeréből inspirálódva készült. Shigesato Itoi rajongója volt a Dragon Questnek, míg Miyamoto kritizálta az RPG műfaját, és a Mother fejlesztése során megváltoztatta a Dragon Quest sablont, átültetve a középkori környezetet és témákat az amerikaiakra. Sok NES-játékban, köztük a Dragon Warrior-ban is előfordultak rajongók által készített ROM-feltörések, új cselekményekkel és átdolgozott karakterekkel ugyanazon játékmenet és elrendezés mellett, mint például a Super Mario Remix a Mario sorozatban. A Dragon Quest annyira népszerűvé vált Japánban, hogy ha valakit arra kérnek, hogy rajzoljon iszapot, egy japán valószínűleg a játék Slime lényéhez hasonló alakzatot rajzol.
A popkultúra számos vonatkozása utal a Dragon Warriorra. A texasi austini székhelyű Descendants of Erdrick videojáték-zenekar a játék főszereplőjéről kapta a nevét. 2012. április bolondok napján a Google egy Dragon Warrior által ihletett 8 bites opciót adott a Google Térképhez.
A Dragon Quest Builders egy spinoff, melyet 2016-ban jelentettek meg, az eredeti Dragon Quest játék alternatív folytatásaként. A játék története az első rész "rossz vége" után játszódik, amikor a főhős elfogadja a Sárkányúr ajánlatát, hogy csatlakozzon hozzá, és igazgassa a fél világot.

## Fordítás
Ez a szócikk részben vagy egészben  a   Dragon Quest (video game) című angol Wikipédia-szócikk ezen változatának fordításán alapul.  Az eredeti cikk szerkesztőit annak laptörténete sorolja fel. Ez a jelzés csupán a megfogalmazás eredetét és a szerzői jogokat jelzi, nem szolgál a cikkben szereplő információk forrásmegjelöléseként.